# Bradley Arthur
Bradley Arthur dit Brad Arthur, né le 21 mai 1974 à Sydney (Australie), est un entraîneur de rugby à XIII australien. Malgré sa volonté de devenir un joueur de rugby à XIII en fréquentant les équipes de jeunes de Parramatta, il s'oriente à 22 ans vers le poste d'entraîneur. En 2007, il entre dans l'organigramme du Melbourne dans la section développement et prend en main l'équipe jeunes de Membourne remportant le Championnat jeunes en 2009. Il devient en 2010 l'entraîneur assistant de Craig Bellamy aux côtés de Stephen Kearney. Il suit ce dernier lorsqu'il est nommé entraîneur de Parramatta en 2013. Kearney est démis de ses fonctions en juillet 2012, Arthur assure l'intérim avant l'arrivée de Ricky Stuart pour la saison 2013. Il rejoint pour la saison 2013 Manly-Warringah en étant adjoint de Geoff Toovey.  En 2014, il est nommé entraîneur en chef de Parramatta avec un contrat de trois ans.

## Palmarès
- Collectif : 
  - Finaliste de la National Rugby League : 2022 (Parramatta).